# Bombylius obliquus
Bombylius obliquus är en tvåvingeart som beskrevs av Brulle 1833. Bombylius obliquus ingår i släktet Bombylius och familjen svävflugor.
Artens utbredningsområde är Grekland. Inga underarter finns listade i Catalogue of Life.